# Madame Vestris (attrice 1743)
Madame Vestris, pseudonimo di Françoise-Rose Gourgaud (altrove con lo pseudonimo Rose Vestris o il nome di battesimo Françoise-Marie-Rosette Gourgaud) (Marsiglia, 7 aprile 1743 – Parigi, 5 ottobre 1804), è stata un'attrice teatrale francese.

## Biografia

### Famiglia
Era figlia della cantante Louise Rosalie Lefebvre (1755–1821), celeberrima come Madame Dugazon alla Comédie Italienne-Opéra Comique; era sorella del compositore Gustave Dugazon e moglie di Angiolo Vestris (1730-1809), esponente della dinastia di danzatori di origine fiorentina, fratello del più noto Gaetano e infine attore «amoroso» nella compagnia della Comédie Italienne.

### Carriera
Recitò a Stoccarda. Nel 1768 si trasferì a Parigi e il 19 dicembre debuttò al teatro Comédie-Française in Tancredi di Voltaire nel ruolo di Aménaïde. L'11 febbraio 1769 diventò sociétaire della Comédie. Le sarebbero stati affidati ruoli da eroina classica, quali Gabrielle de Vergy di Pierre de Belloy (nel 1777), Irène di Voltaire (nel 1778), e in opere di Pierre Corneille e Jean Racine. Grazie a protezioni dall'alto e un carattere spregiudicato e ambizioso, ebbe una significativa carriera, anche a discapito della concorrenza. La sua più nota rivale fu Mademoiselle Saint-Val, di cui riuscì a provocare l'esilio nel 1779, nonostante vantasse migliori favori del pubblico. Fu comunque apprezzata dai contemporanei per la voce declamatoria e per le movenze da ballerina classica.

## Teatrografia parziale
- Tancredi di Voltaire (1768) – Comédie-Française – Aménaïde[2]
- Gabrielle de Vergy di Pierre de Belloy (1777)[4]
- Irène di Voltaire (1778)[4]
- L'Inauguration du Théâtre-Français di Barthélemy Imbert (1782) – Comédie-Française[1]
- Molière à la nouvelle salle di Jean-François de La Harpe (1782) – Comédie-Française
- Tibère et Sérénus di Nicolas Fallet (1782) – Comédie-Française
- Re Lear di Jean-François Ducis (1783) – castello di Versailles
- Macbeth di Jean-François Ducis (1784) – Comédie-Française
- Coriolano di Jean-François de La Harpe (1784) – Comédie-Française
- Corneille aux Champs-Élysées di Honoré-Jean Riouffe (1784) – Comédie-Française
- Abdir di Edme-Louis Billardon de Sauvigny (1785) – Comédie-Française
- Albert et Émilie di Paul-Ulric Dubuisson (1785) – Comédie-Française
- Roxelane et Mustapha di Louis-Jean-Baptiste Simonnet de Maisonneuve (1785) – Comédie-Française
- Iphigénie en Aulide di Jean Racine (1785) – Comédie-Française
- Augusta di Fabre d'Églantine (1787) – Comédie-Française
- Alphée et Zarine di Nicolas Fallet (1788) – Comédie-Française
- Bajazet di Jean Racine (1788) – Comédie-Française
- Ericie di Jean-Gaspard Dubois-Fontanelle (1789) – Comédie-Française
- Charles IX di Marie-Joseph Chenier (1789) – Comédie-Française
- Brutus di Voltaire (1790) - Comédie-Française[6]
- Barnevelt, grand pensionnaire de Hollande di Antoine-Marin Lemierre (1790) – Comédie-Française
- Fénelon di Marie-Joseph Chenier (1793) – Théâtre de la République
- Épicharis et Néron di Gabriel-Marie Legouvé (1794) – Théâtre de la République
- Agamemnon di Népomucène Lemercier (1797) – Théâtre de la République
- Épicharis et Néron di Gabriel-Marie Legouvé (1799) – Comédie-Française
- Fénelon di Marie-Joseph Chenier (1799) – Comédie-Française
- Iphigénie en Aulide di Jean Racine (1799) – Comédie-Française
- Etéocle et Polynice di Gabriel-Marie Legouvé (1799) – Comédie-Française
- Britannico di Jean Racine (1799) – Comédie-Française[1]